# Vithakad solfjäderstjärt
Vithakad solfjäderstjärt (Rhipidura coultasi) är en fågelart i familjen solfjäderstjärtar inom ordningen tättingar.

## Utbredning och systematik
Fågeln förekommer endast på ön Malaita i östra Salomonöarna. Den betraktades tidigare som en underart av Rhipidura cockerelli, men urskiljs sedan 2016 som egen art av Birdlife International och IUCN, sedan 2023 även av eBird/Clements och IOC.

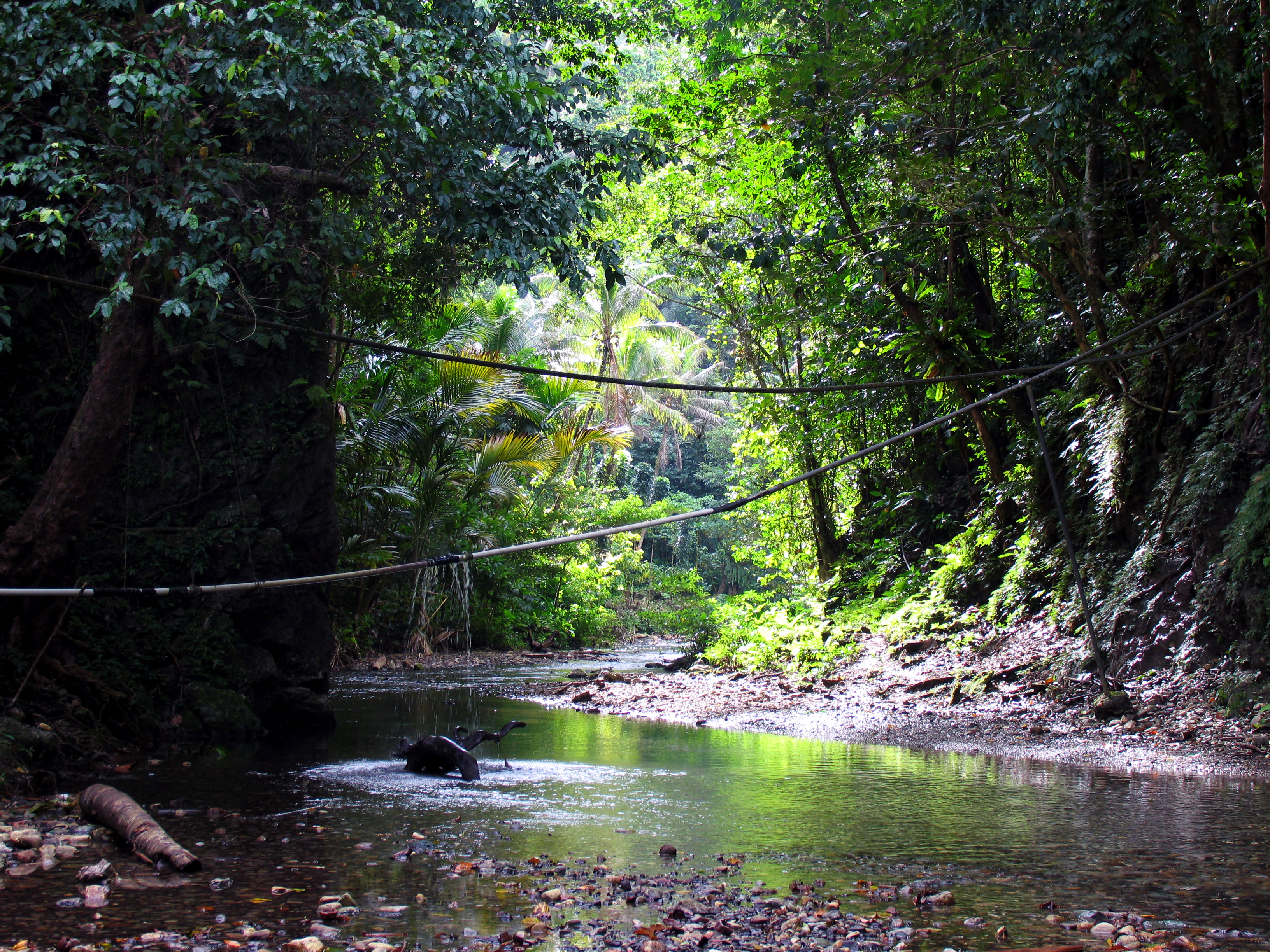
Skogsområde på ön Malaita där fågeln är endemisk.

## Status
Den kategoriseras av IUCN som livskraftig.